# بيتر بينيت (لاعب كرة قدم أسترالية)
بيتر بينيت (بالإنجليزية: Peter Bennett)‏ هو لاعب كرة قدم أسترالية أسترالي، ولد في 11 يوليو 1926، وتوفي في 4 يوليو 2012.

## وصلات خارجية
- بيتر بينيت على موقع AustralianFootball.com (الإنجليزية)
- بيتر بينيت على موقع AFLtables.com (الإنجليزية)
- بيتر بينيت على موقع اللجنة الأولمبية الدولية (الإنجليزية)
- بيتر بينيت على موقع أوليمبيديا (الإنجليزية)
- بيتر بينيت على موقع اللجنة الأولمبية الأسترالية (الإنجليزية)